# سيدي يشو (سيدي عزوز)
سيدي يشو هي إحدى مشيخات المملكة المغربية، تتبع جغرافيا لإقليم سيدي قاسم وإداريًا لسيدي عزوز. يقدر عدد سكانها بـ 2134 نسمة حسب الإحصاء الرسمي للسكان والسكنى لسنة 2004.